# لوسيانا لامورجيز
لوتشيانا لامورجيز (بالإيطالية: Luciana Lamorgese)‏ (و. 1953  م) هي سياسية، ومحامية إيطالية، ولدت في بوتنسا، هي عضوةٌ في سياسي مستقل.

## مناصب
تولت منصب وزير الداخلية الإيطالي ‏ (منذ 5 سبتمبر 2019)
.